# Liste von Drachenorten

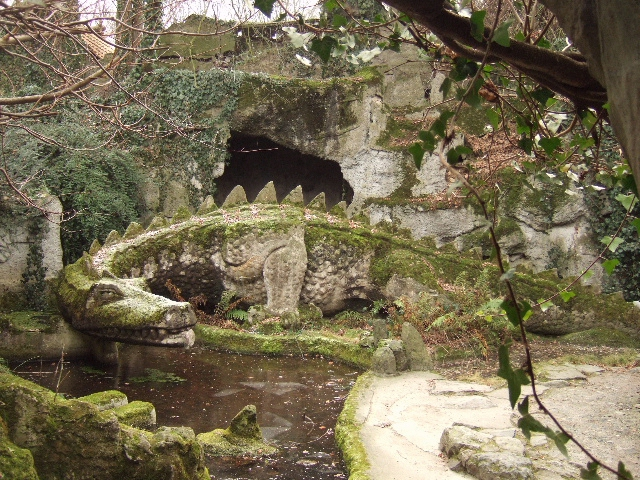
Drache im Außenbereich der Nibelungenhalle am Aufweg zum Gipfel des Drachenfels. Statue von Franz Josef Krings, 1933

Die Liste von Drachenorten nimmt Orte auf, an denen ein Drache (bzw. Lindwurm) gelebt haben und/oder besiegt worden sein soll. Aufnahmekriterium ist der Beleg einer lokalen Drachensage.

## Belgien

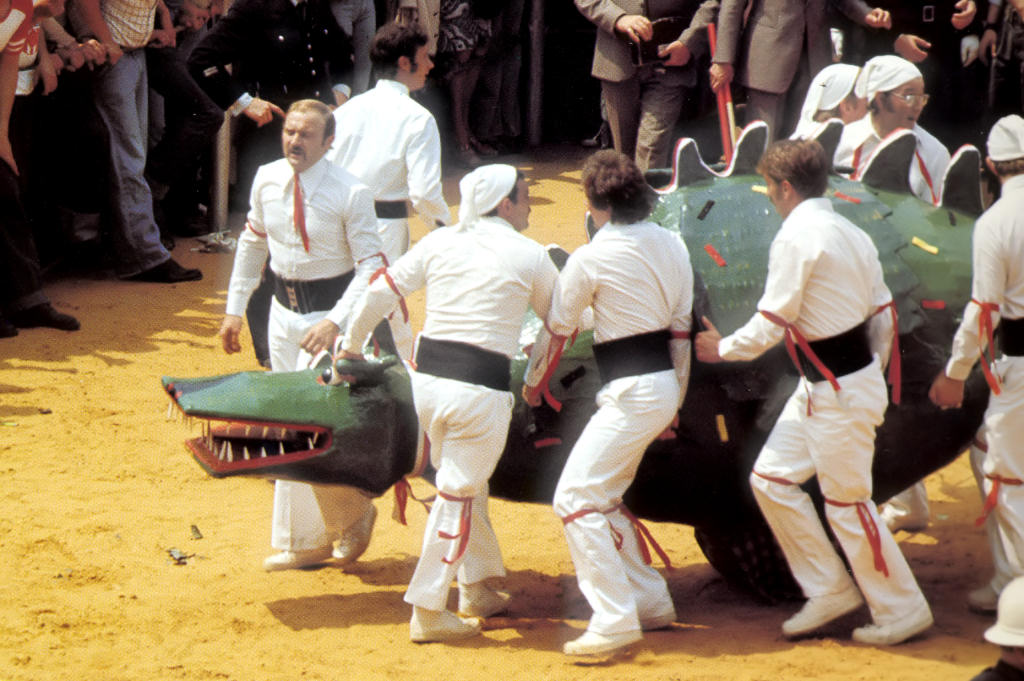
Der Drache aus Mons und die Hommes Blancs

- Mons: Im Rahmen des jährlichen Stadtfests Ducasse de Mons (immaterielles UNESCO-Weltkulturerbe) kämpft St. Georg gegen den Drachen.

## Deutschland
- Desenberg bei Warburg: Gründungssage der Ritter von Spiegel
- Drachenfels: Drachenort der Nibelungensage[1]
- Furth im Wald: Die Stadt feiert das Volksfest Further Drachenstich.[2]
- Geldern: Stadtgründer Wichard und Lupolt von Pont töten einen Drachen, der Sage nach im Jahre 878.[3]
- Georgsinsel: Insel in der Iller bei Kempten.
- Kürbitz im Vogtland: Ein Ritter tötete einen Drachen, der in den Wäldern um Kürbitz sein Unwesen trieb.[4]
- Obermarsberg: die Drakenhöhlen[5]
- Schöten bei Apolda: Edelknabe Veit, Stammvater derer zu Vitzthum, erschlug zwei Lindwürmer in den Sümpfen am Ort des späteren Dorfes.[6]
- Schwarzenberg im Erzgebirge: Die Georgssage ist im Stadtwappen erhalten.[7]
- Syrau im Vogtland: Ein Bauernsohn tötete einen Drachen, dem seine Liebste geopfert werden sollte.[8]

## Frankreich
- Élorn: Bretonischer Fluss, in dem ein Drache lebte.[9]
- Metz: Legendärer Kampf des Bischofs Clemens von Metz mit dem Drachen Graoully. Wappentier des Fußballclubs FC Metz[10]
- Paris: Die Vita des Marcellus von Paris berichtet vom Kampf des Bischofs mit einem Drachen.[11]
- Rouen: Die Legende berichtet von Erzbischof Romanus von Rouen und dem Drachen Gargouille.[12]
- Tarascon: Die heilige Martha besiegte den Drachen Tarasque.[13]

## Griechenland
- Rhodos (Stadt): Dieudonné de Gozon, Ritter des Johanniterordens, tötete 1332 einen Drachen, der vor der Stadt im Sumpf hauste und Vieh riss.[14]

## Großbritannien

### England

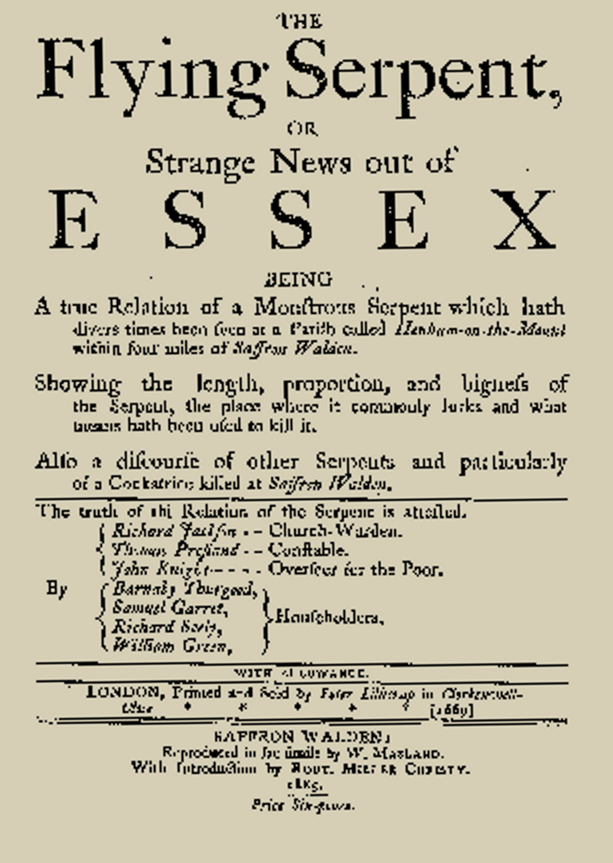
„The Flying Serpent, Or: Strange News out of Essex“. Flugschrift über den Drachen von Henham.

- Aller: In den Mooren von Sedgemoor oder Athelney soll ein Drache gelebt haben, den ein Dorfbewohner mit einem Speer erstach.
- Anwick: Unter einem drachenförmigen Stein soll ein Drache Schätze gehortet haben. Die Bauern des Dorfes zerschlugen den Stein und brachten ihn in die Kirche, wo die Teile heute als Drake Stone zu sehen sind.
- Carhampton: St. Carantoc zähmte einen Drachen durch Auflegen seiner Stola, brachte ihn zu König Artus und ließ ihn dann frei.
- Castle Carlton: Sir Hugh Bardolph erschlug mit Hilfe des Hl. Guthlac einen einäugigen Drachen.
- Churchstanton: Ein Ritter erschlug einen Drachen, dessen Spuren heute noch auf einem Feld zu sehen sein sollen.
- Bamburgh: Eine Königstochter wurde von ihrer Stiefmutter in einen Lindwurm verwandelt, der die Küste Northumberlands heimsuchte, bis die Prinzessin von ihrem Bruder erlöst wurde.
- Bignor: Eine Hügelkette soll hier angeblich aus dem Körper eines Lindwurms entstanden sein.
- Bishop Auckland: Der Ritter Pollard erhielt für die Tötung eines Drachen vom Bischof von Durham Ländereien. Aus dem Körper des Drachen machte Pollard einen Helm, der auf seinem Familienwappen zu sehen ist.[15]
- Bisterne: Im westlichen Hampshire sollen sowohl Sir Maurice Berkeley als auch Sir Macdonie de Berkeley Drachen erschlagen haben.
- Brent Pelham: Lord Piers Shonkes erschlug einen Drachen und starb, woraufhin der Teufel seine Seele forderte. Die Dorfleute verhinderten dies jedoch, indem sie halb innerhalb, halb außerhalb der Kirche begruben; das Grab ist heute noch erhalten.
- Brinsop: Ein in einem Brunnen hausender Drache soll von St. Georg erschlagen worden sein. Die Dorfkirche besitzt eine Trommel mit einer Schnitzerei, die das Ereignis zeigt.
- Bures: Ein Drache wurde von den Dorfbewohnern in einen nahen Sumpf vertrieben.
- Deerhurst: Ein im nahen Sumpf hausender Drache wurde vom Schmied John Smith erschlagen, angeblich ist der Drache als Wasserspeier an der Kirche von Deerhurst verewigt.
- Exe Valley: Ein Drache soll hier einen Schatz unter dem Dolbury Hill oder im Cadbury Castle bewacht haben.[15]
- Filey: Die ansässige Dorfbevölkerung erschlug einen Drachen, der in einer Erdspalte lebte.
- Grimesditch: Ein Drache, der in einem Wassergraben unter einer Brücke lebte, soll hier erschlagen worden sein.[15]
- Handale: Im Wald lebte ein Drache, der die Frauen des Dorfes jagte.
- Henham: Eine Flugschrift aus dem Jahr 1669 berichtet von einer „fliegenden Schlange“ sowie einem Basilisken.
- Kingston St Mary: Ein Drache wurde hier getötet, indem man ihm einen Felsblock zu fressen gab.
- Lambton: Hier wütete der Lambton-Wurm, der im Wear hauste.[16]
- Longwitton: Ein unsichtbarer Drache lebte an einem Heilbrunnen, wo er sich im Falle einer Verwundung heilte. Ein Ritter erschlug ihn mit Hilfe einer magischen Augensalbe nach dreitägigem Kampf.
- Ludham: Ein Drache hauste in einem Erdloch und einem verlassenen Kloster.
- Lyminster: Ein Knucker soll hier entweder durch einen Ritter oder einen verdorbenen Pudding und die anschließende „Kur“ – Enthauptung – ums Leben gekommen sein.
- Mordiford: Ein Bauernmädchen namens Maud soll einen Wyvern großgezogen haben, der später das Dorf terrorisierte und von einem Ritter erschlagen wurde. Ein Gemälde an der Dorfkirche erinnerte bis ca. 1811 an die Sage, bevor der Pfarrer es zerstören ließ. Die Sage variiert stark in ihren Details.[17]
- Moston: Sir Thomas Venables erschlug der Legende nach einen Drachen, wovon das Wappen derer von Venables noch heute zeugt.[15]
- Norton Fitzwarren: Ein Drache, der aus den Leibern erschlagener Soldaten hervorgekrochen kam, wurde von Fulke Fitzwarrine getötet. Der Kampf ist in der Kirche auf einer Chorschranke zu sehen, einige Zweige der Familie Fitzwarrine haben einen Drachen im Wappen.
- Nunnington: Sir Peter Loschy und sein Hund töteten einen giftigen Drachen, starben aber dabei.
- Shervage Wood: Ein Lindwurm wurde aus Versehen von einem Holzfäller entzweigesägt und getötet.
- Sockburn: Sir John Conyers erschlug einen Drachen und erhielt Sockburn vom Bischof von Durham zum Lehen. Auch er soll einen Helm aus dem Drachen gemacht haben, der jedem Bischof bei der Inauguration vorgeführt wurde.[15]
- St Leonard’s Forest: St. Leonard erschlug an diesem Ort einen Drachen, wo das Blut des Heiligen fiel, sollen heute Lilien wachsen.
- St Osyth: Für das Jahr 1170 wird hier von einem riesigen Drachen, der Häuser unter sich begrub, berichtet.[18]
- Uffington: Der Hl. Georg soll hier einen Drachen erschlagen haben. Das Uffington White Horse nahe dem Dragon Hill soll das Pferd des Drachentöters darstellen.[15]
- Wormelowe Barrow: Ein Drache soll hier einen Schatz bewachen.
- Wantley: Ein Drache wurde von einem Ritter in stachelbewehrter Rüstung vertrieben.[19]

### Kanalinseln
- Five Oaks: Der Seigneur de Hanbye soll auf diesem Ort auf Jersey einen Drachen erschlagen haben. Er wurde jedoch von seinem Diener ermordet, der die Tat für sich reklamierte und um die Hand der Witwe seines Herrn anhielt.

### Schottland
- Ben Vair: Ein in einer Berghöhle lebender Drache wurde von einem Mann in eine Falle gelockt und getötet. Eine in einem Kornspeicher hausende Familie von Drachen wurde mitsamt dem Gebäude angezündet, die einzig überlebende Mutter warf sich daraufhin an einen Felsen, genannt Leac-na-Beithreach („Drachenstein“), bis sie starb.
- Cnoc-na-Cnoimh: An diesem Hügel soll der Todeskampf eines Drachen Spuren hinterlassen haben.
- Kirkton bzw. Strathmartine: Ein in einem Brunnen hausender Drache tötete Mädchen, die Wasser holen wollten, bis ihn ein Bursche namens Martin mit einem Menhir erschlug, der heute noch als Martin’s Stone stehen soll.
- Linton: Ein Drache wurde vom späteren Baron of Linton erschlagen.
- Orkney-Inseln: Der Mester Stoor Worm lebte vor der Küste Schottland, wo er von den Menschen jeden Samstag das Opfer eines jungen Mädchens verlangte, bevor sich ein junger Bursche von ihm fressen ließ und seine Leber in Brand setzte. Die Zähne des Drachen soll anschließend zu den Färöern, den Shetlands und den Orkneys geworden sein, sein Leib zu Island, wo die Leber noch heute als Vulkan brennt.

### Wales
- Penmynedd: Der Erbe derer von Penhesgyn starb wie prophezeit durch einen Drachen, als er mit dessen Knochen spielte.
- Llanrhaedr-ym-Mochant: Ein Menhir zeugt von der Tötung eines fliegenden Drachen durch die Dorfbewohner, die den Stein in roten Stoff hüllten und mit Dornen versahen, an denen der Drache sich aufspießte.
- Llandeilo Graban: Auch hier wurde ein fliegender Drache, der auf einem Kirchturm lebte, durch einen bedornten Köder getötet.

## Kanada
- Kelowna: Der Okanagan Lake ist Heimat des legendären Seeungeheuers Ogopogo, der in seiner modernen Adaptation die Gestalt eines Drachen annimmt.

## Österreich
- Hochfilzen: Hier soll 1921 ein Tatzelwurm einen Wilderer angefallen haben.[20]
- Innsbruck: Nachdem der Riese Haymon Stift Wilten gegründet haben soll, wurde die damalige Kirche von einem Lindwurm aus der Sillschlucht vernichtet. Haymon soll daraufhin den Lindwurm getötet haben und ihm die Zunge herausgeschnitten haben.
- Klagenfurt am Wörthersee: Hier soll ein menschenfressender Drache sein Unwesen getrieben haben, bis ihn die Einwohner mit einer List fingen und erschlugen. Daran erinnern heute das Stadtwappen und der Lindwurmbrunnen.

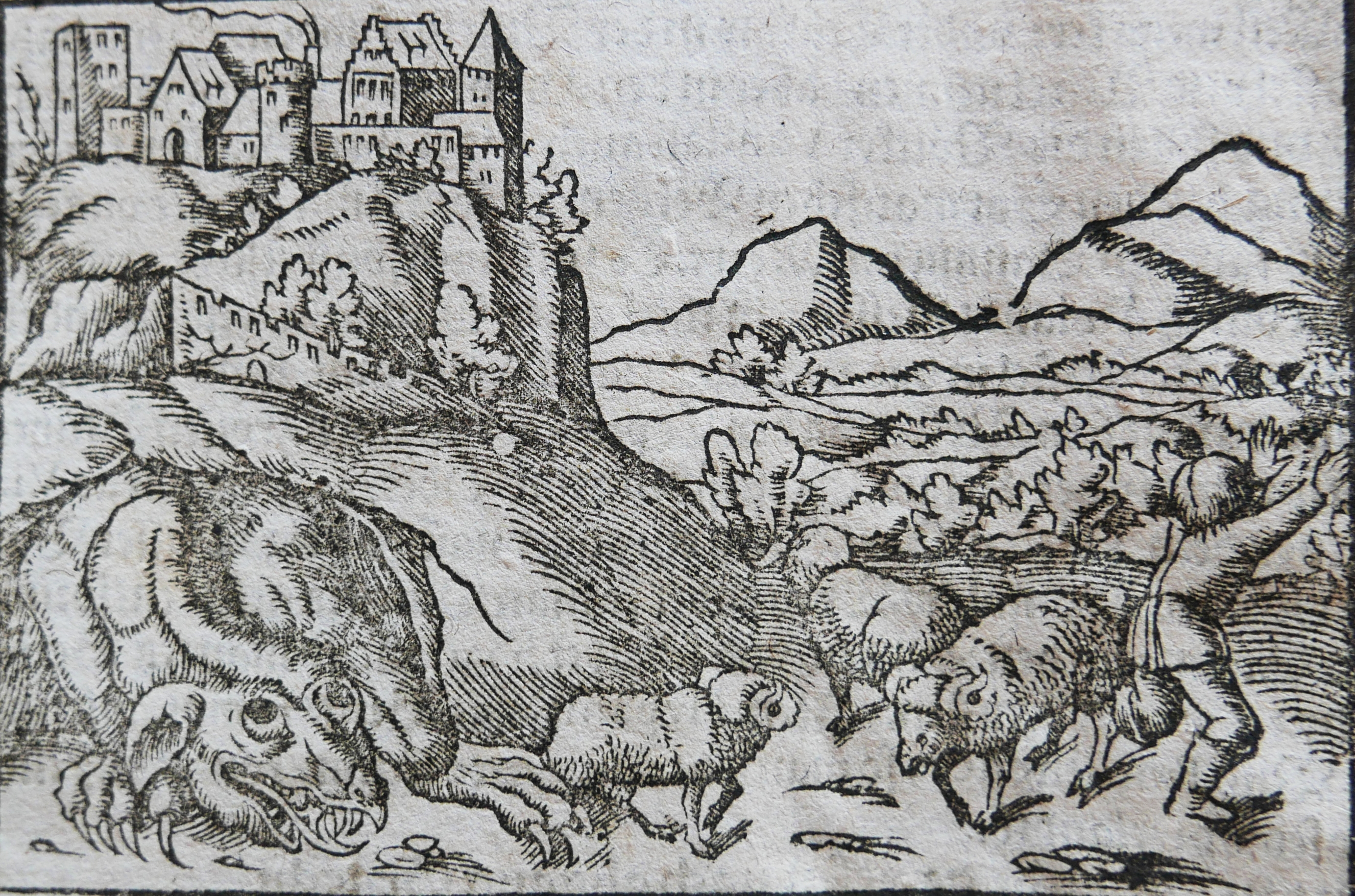
Der Wawel-Drache, Holzschnitt von 1544

- Wien: In der Schönlaterngasse 7 soll im Jahre 1212 ein Basilisk im Hausbrunnen gehaust haben. Ein Bäckerjunge soll ihn mit Hilfe eines Spiegels in Stein verwandelt haben.
- Wildschönau: Der Sage nach bedeckte ursprünglich ein See, an dessen Ufer ein Drache lebte, das Hochtal. Ein Bauer tötete den Drachen, und im Todeskampf zerschmetterte dieser den Felsen, der den See aufstaute. Das Wasser floss durch die entstandene Kundler Klamm zum Inntal ab und gab das Hochtal frei; das Wappen zeigt den Drachen aus der Sage.

## Polen
- Krakau: Der Wawel-Drache hauste unter dem Wawelhügel, bevor ihn der Hirte Skuba Dratewka mit einem vergifteten Lamm tötete.

## Schweiz

Wappen von Beatenberg

- Beatenberg: Einsiedler Beatus hat hier einen Drachen vertrieben.
- Burgdorf: Die Grafen auf Schloss Lenzburg sollen als Drachentöter an der Emme bei Burgdorf aufgetreten sein, wie die Gründungslegende der Stadt erzählt; bekannt ist die Erzählung in der Novelle von Jeremias Gotthelf: Sintram und Bertram oder Die Gründung Burgdorfs (1846).
- Düdingen: Ein Stollenwurm hauste in einem Felsenloch.
- Ennetmoos: Ritter Heinrich von Winkelried soll hier einen Drachen erlegt haben.
- Küsnacht ZH: Im Tobel sind die Drachenhöhle sowie der Findling Drachenkopf.
- Luzern: Ein Drache wurde in der Reuss schwimmend gesehen.
- Muri: Ein Bauer erschlug einen jungen Drachen, doch die sterbende Bestie tötete ihn noch mit ihrem Schwanz.
- Naters: Ein Drache hauste in einer Felsenhöhle, Natternloch genannt. Er wurde von einem Schlosser erlegt.
- Ormont-Dessus: Im grünen See im Ormontstal hauste ein schneeweißer, gefiederter Drache.
- Stein am Rhein: Wappen und Siegel der Stadt erinnern an die Georgslegende.
- Pilatus: Drachen wurden über dem Berg fliegend gesehen.
- In Rohrdorf hauste ein Drache unter einem Fels.
- Saas-Almagell: Ein Drache fraß das Gold im Inneren der Berge auf, bis ein Berg einstürzte und das Untier unter sich begrub.
- Im Schwändital bei Näfels tötete ein armer Ritter einen Drachen, der die Gegend unsicher machte.
- Vättis: Das Drachenloch in 2427 m ü. M. ist die höchstgelegene prähistorische Höhle Europas.
- Vouvry: Ein Mann raubte einem Drachen seinen Diamanten.
- Wettingen: Eine Drachenhöhle befindet sich oberhalb des Ortes.
- Wichtrach: Die lokale Überlieferung führt sowohl den Ortsnamen als auch den Spieß im Ortswappen auf eine Drachenvertreibung zurück.

## Slowenien
- Ljubljana: Der Argonaut Iason soll hier einen Drachen getötet haben, der heute das Stadtwappen ziert und Namensgeber der Zmajski most (Drachenbrücke) ist.

## Tschechien

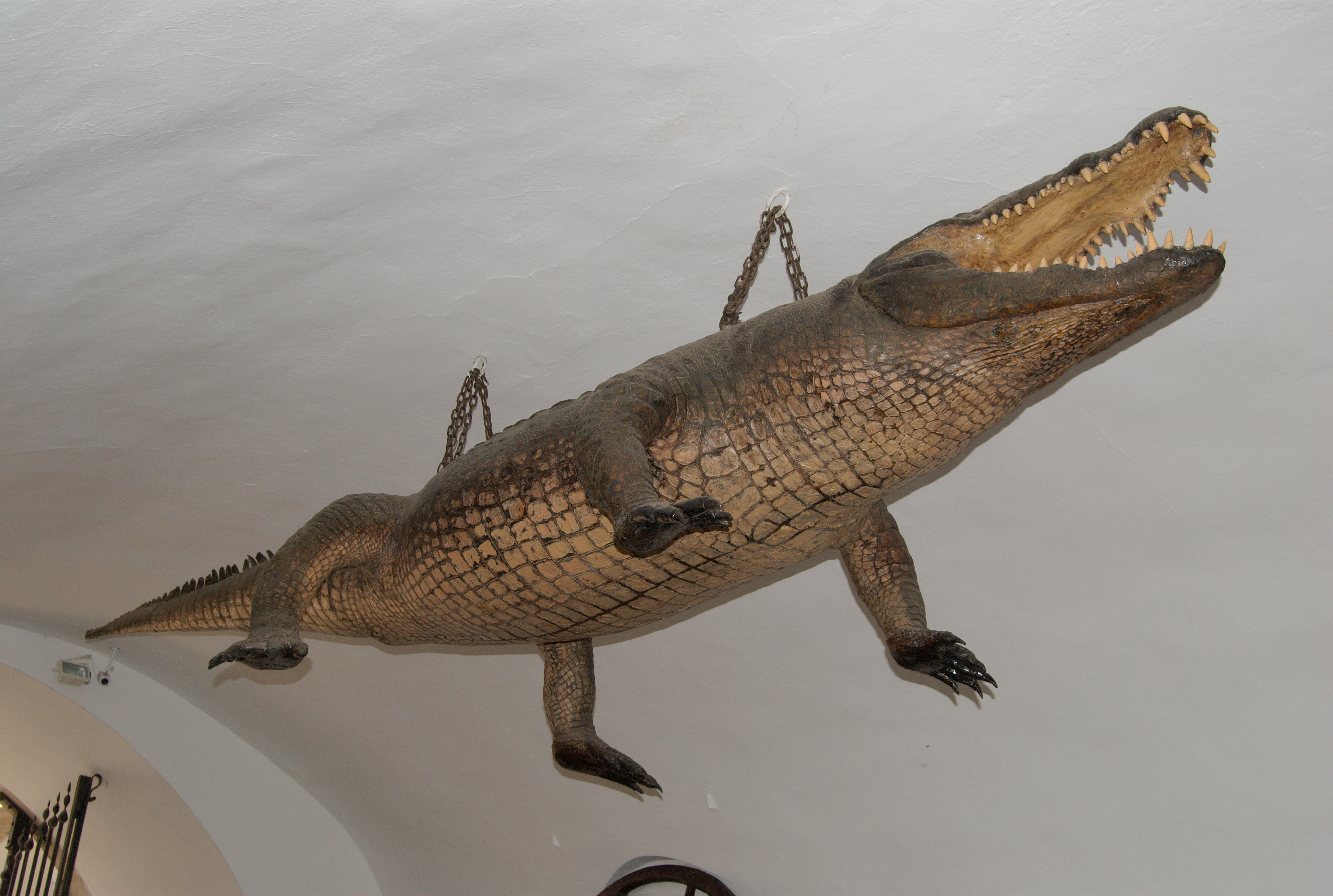
Der Drache von Brünn

- Das Wappen von Bělotín geht auf das Georgspatronat der hiesigen Kirche zurück.
- Der Drache von Brünn ist ein ausgestopftes Krokodil, das sich mindestens seit 1578 in der Stadt befindet. Lokale Sagen bringen ihn mit den Kreuzfahrern in Verbindung.[21]
- In Trutnov besiegte Ritter Albrecht von Trautenberg den örtlichen Drachen, siehe Wappen der Stadt.

## Verweise